# زيوس: السيد في أوليمبوس
زيوس: السيد في أوليمبوس(بالإنجليزية: Zeus: Master of Olympus)‏هي لعبة من نوع بناء مدن، صدرت عام 2000 على منصة مايكروسوفت ويندوز.